# ブランカ・スタイコフ
ブランカ・スタイコフ（Blanka Stajkow、1999年5月23日 - ）はポーランド・シュチェチン生まれの歌手、写真モデル。 

## 来歴
2021年、ポーランドのリアリティ番組『トップ・モデル」に出演したことで契約のチャンスを掴み、メジャー・デビュー。
彼女は2023年、リバプールで開催された第67回ユーロビジョン・ソング・コンテストにポーランド代表として出場した。彼女は、視聴者からの81点（8位）と審査員からの12点（24位）を含む93点を獲得し、決勝では19位となった。

## ディスコグラフィー
シングル
- 2021 –  Better
- 2022 –  Solo
- 2023 –  Boys Like Toys
- 2023 –  Rodeo
- 2024 –  Cara Mia
- 2024  – If U Want Me
- 2024  – Asereje (Airplane Mode)
- 2025  - Key to My Heart
- 2025  - Guilty

## ツアー
- Blanka Summer Tour (2024)